# Pong!
Pong! es el cuarto álbum de estudio de la banda argentina de rock alternativo Los Brujos, lanzado el 20 de julio de 2015 por el sello S-Music. Este es el primer material editado por la banda tras su antecesor Guerra de Nervios (1995), después de su separación en 1998. Este disco, contiene demos y grabaciones inéditas, que la banda grabó a fines de los noventa, pero no fueron editadas, debido en parte a su disolución. Aún sin editar el disco oficialmente, a mediados de 2014, presentaron su primer sencillo, titulado «Beat hit». El nombre del álbum es una clara referencia a Pong, un videojuego de la primera generación de videoconsolas publicado por Atari y lanzado en 1972.

## Antecedentes y grabación
A 17 años de su separación y a un año de los shows que marcaron su regreso, Los Brujos lanzan Pong!, su esperado nuevo disco con doce composiciones inéditas. Se trata de una mezcla de temas que quedaron inconclusos, grabados con el desaparecido bajista Gabo Manelli, y otras canciones que fueron compuestos en los últimos tiempos. En aquellos años, Manelli había retomado su viejo lugar de bajista de Los Brujos, tras la salida de Lee Chi, ya que la banda se preparaba a editar un nuevo álbum. Aquel master quedó inconcluso ya que las diferencias internas generaron la separación de los creadores del beat-core. Manelli tuvo el honor de tocar en Babasónicos, los Brujos y en Juana La Loca, por aquellos años a finales de los 80 y principios de los 90. No duraron muchos las diferencias y todos se fueron juntando: Gabriel Guerrisi y Ricky Rua dentro del Otro Yo, mientras que el baterista Quique Illid y el guitarrista Fabio Rey compartieron varios proyectos.
El cantante Z-PQ señaló que cuando la banda dejó de tocar fueron “extrañados”  y que el nuevo disco es una suerte de continuación de una etapa que quedó “inconclusa”, luego de la publicación de Guerra de Nervios (1995), su último disco antes de la separación. 

De la mano de esas grabaciones, Los Brujos se vuelven a juntar. Nosotros nunca vamos para atrás, siempre vamos para adelante. No nos interesa recrear el pasado. Los Brujos no volverían por nostalgia.
Elle Iluminatti

## Canciones
- La banda regresó en junio del 2014 con dos invitados, el experimentado Rudie Martínez en teclados y Gregorio Martínez en bajo, mientras el núcleo duro trabajaba en las canciones del aquel viejo master. El grupo decidió regrabar muchas partes alrededor del bajo de Manelli como en el hit que abre el disco “Beat hit” que tiene los golpes de batería característicos de Illid, sumado a un bajo bien cargado de Gabo, y guitarras con riffs juguetones  de las dos violas. Finalmente Alaci y Ricky Rúa toman los micrófonos con frenesí, locura y delirio. En aquellos años, los Brujos se estaban metiendo en un grunge y mucho rock alternativo, y algo de ese sonido sigue ahí, aunque Guerrisi y Rey grabaron todas las guitarras de nuevo y la banda decidió darle varias vueltas de tuerca a las viejas canciones, además de sumar en este Pong!, nuevas composiciones.

- El audio es notable, poderoso, cargado de poder psicópata como en “Buen humor”, donde las guitarras, una de ellas procesadas, recuerdan a los B-52's, aquellos de los años 80, con estilo beat surfer. Y desde el trabajo de Vero Ivaldi en la estética con esos cascos cónicos a estilo The Residents o la película Coneheads, hasta la foto del sobre interno, donde muchos brujitos aparecen como blancos y negros conejitos, alrededor de la banda.

- “Histeria total” se inicia con un estilo muy alternativo con una letra que describe a los jóvenes under que van a ver a su banda preferida tocar en un tugurio, aunque en el caso de Los Brujos ese lugar está ubicado en el sur del conurbano bonaerense, entre Lomas de Zamora y Ezeiza.

- En “Hank”, Guerrisi se juega su amor por Charles Bukowski en una canción de rock alternativo, con elementos new wave, y un trabajo aposentado de las voces de Rúa y de Alaci con un gran trabajo de audio.

- En “Rolling Stone”, los Brujos se burlan de los tópicos roqueros de sexo, drogas y rock and roll, y lo hacen con un beat pegadizo que invita al pogo.

- “No soy John” es una de esas canciones de psicodelia psicópata que siempre mostraron los brujos, con las voces, cantando alocadas, una base cruda y cargada, las guitarras riffeando frenéticas, desmedidas, disparando climas alocados.

- En la misma línea va “Vida de acción” que a alta velocidad se vincula con las raíces de los Brujos en aquellos iniciáticos 90, cuando grabaron el aclamado Fin de semana salvaje.

- “Rock vampiro” tiene un sonido más new wave en su comienzo, con muy buenos arreglos de las voces en el estribillo, además de un gran trabajo de las guitarras.

- El bajo de Manelli regresa desde las cintas en “Gagarin”, dedicado al cosmonauta ruso Yuri Gagarin, cargado de frenesí, psicodélica beat y locura hardcore, tan natural en los Brujos y que también trae elementos de los B-52’s. La canción también hace referencia al Programa Sputnik, Programa Luna, Programa Vostok, y a los caninos astronautas Belka y Strelka.

- “Gagarin” tiene momentos de instrumental, aunque ese rol lo juega “Pong!” donde también suena el bajo de Manelli.

- “La hiena” comparte parte de esa locura, quizás algún pase de factura a un exmiembro que quedó afuera del regreso, con un gran trabajo de la batería y de las guitarras.

- La banda decidió cerrar el disco con “Gabo”, una canción dedicada al fallecido exbajista, con mucho estilo grunge, las guitarras bien distorsionadas, las bases roqueras y las voces llevando la canción sin gritos, sin aullidos.

## Recepción
A dos décadas de su último disco, el regreso de Los Brujos pone en evidencia cómo la propuesta de una banda de ruptura logra combustión con el hábitat de su época. Lejos de los 90 -donde ayudaron a definir un sonido y una postura frente al rock argentino-, el grupo parece retomar una conversación inconclusa, aunque ellos y sus interlocutores ya no seamos los mismos. Viejas canciones rescatadas como "Beat hit" o "Gagarín" -en las que las guitarras de Guerrisi dibujan riffs serpenteantes reviviendo con demasiado respeto la arquitectura de una fórmula oscura, entre el beat-core y el a go go- son de lo más atractivo de un disco que, en tracks como "Vida de acción" y "Rock vampiro", suena pulido pero carente de riesgo y sorpresa, como si el peso de la historia les hubiera impedido avanzar.
Juan Barberis de Rolling Stone (Argentina)

## Lista de canciones
| N.º   | Título                                               | Duración |  |
| 1.    | «Beat hit» (Guerrisi/Alaci/Rua/Pastrello/Ilid)       | 4:40     |  |
| 2.    | «Buen humor» (Alaci/Guerrisi)                        | 3:34     |  |
| 3.    | «Histeria total» (Guerrisi/Ilid/Pastrello/Rua/Alaci) | 4:07     |  |
| 4.    | «Hank» (Guerrisi)                                    | 3:29     |  |
| 5.    | «Rolling Stone» (Guerrisi/Alaci)                     | 3:02     |  |
| 6.    | «No soy John» (Guerrisi)                             | 2:47     |  |
| 7.    | «Vida de acción» (Guerrisi/Alaci/Rua/Ilid/Pastrello) | 2:53     |  |
| 8.    | «Rock vampiro» (Guerrisi/Pastrello/Alaci)            | 4:07     |  |
| 9.    | «Gagarín» (Alaci/Pastrello/Ilid/Rua/Guerrisi)        | 5:49     |  |
| 10.   | «La hiena» (Guerrisi/Rua/Pastrello/Alaci/Ilid)       | 3:47     |  |
| 11.   | «Pong!» (Guerrisi/Alaci/Rua/Ilid/Pastrello)          | 1:40     |  |
| 12.   | «Gabo» (Guerrisi/Manelli/Alaci)                      | 5.17     |  |
| 45:22 |                                                      |          |  |

## Créditos
- Meeno (Quique Ilid): Batería y coros.
- Huinka (Fabio Rey Pastrello): Guitarras.
- Etna Rocker (Gabriel Guerrisi): Guitarras.
- Z-PQ (Alejandro Alaci): Voz y coros.
- Elle Iluminati (Ricky Rua): Voz y coros.

Invitados: 
- Gabo: Bajo en "Beat hit", "Pong", "Gagarin", "Gabo".
- Javier Belziti: Sintetizador en "Beat hit".
- Rudie Martínez: Sintetizadores en "Buen humor", "Hank", "No soy John", "Gagarin", "La hiena", "Gabo".
- Diego Vainer: Sintetizadores en "La hiena".
- Juan Bordon: Photoziser.
- Simona Ilid, Juan Martín Alaci, León Guerrisi, Nacho Ruiz y Fermín Rua: Coros en "Histeria total".
- Tweety González / Nono Di Peco: Estudio El Pie.
- Fernando Juan y Hernan Pérez: Estudio DDL.
- Alejandro Belmonte: Estudio 221.
- Damian Chorovics: Estudio El Martillo.

## Producción
- Producción artística: Los Brujos.
- Producción ejecutiva: Santiago Ruiz.
- Asistente de producción: Carolina Urresti.
- Producción indumental: Vero Ivaldi (Diseño de Frik Frak y Cono del poder).
- Dirección de logo Los Brujos: Darío Georges.
- Diseño gráfico: Pogo Creative CO.
- Fotografía: Luciana Val y Franco Musso.
- Diseño web y social media: Thet Studios.
- Make-Up Artist: Jazmín Calcarami.
- Management: Nacho Producciones.
- Videoclip "Beat hit": Realizado por Lamole.tv (El lado B de Superestudio).